# Слънчева корона
Слънчевата корона е най-външния и силно разреден слой на атмосферата на Слънцето, разположен над хромосферата и се простира на разстояние равняващо се на десетки слънчеви радиуси. Температурата е много висока (1 – 2 млн. K), което позволява на частиците да преодолеят гравитационното поле на Слънцето и да породят слънчев вятър. Слънчевата корона може да се наблюдава с просто око по време на пълно слънчево затъмнение.

## История
През 1724 г. френско-италианският астроном Джакомо Маралди осъзнава, че аурата, която се вижда по време на слънчево затъмнение, принадлежи на Слънцето, а не на Луната. През 1809 г. испанският астроном Хосе Хоакин де Ферер въвежда термина „корона“. Съдейки по наблюденията си от слънчевото затъмнение през 1806 г. в Ню Йорк, той също предполага, че короната е част от Слънцето. Английският астроном Норман Локиер открива, че слънчевата корона е съставена от непознатия до този момент елемент хелий. Френският астроном Жул Жансен отбелязва, че размерът и формата на короната се променят в зависимост от слънчевия цикъл. През 1930 г. Бернар Лио изобретява коронографа, който позволява да се наблюдава короната без наличието на пълно слънчево затъмнение.
Високата температура на слънчевата корона ѝ придават необичайни спектрални характеристики, което кара някои учени от 19 век да предполагат, че тя съдържа неизвестен до този момент елемент – „короний“. Спектралните особености са обяснени по-късно чрез наличието на високо йонизирано желязо (Fe13+).

## Физични свойства
Слънчевата корона е много по-гореща (от 150 до 150 пъти) от видимата повърхност на Слънцето. Средната температура на фотосферата е около 5800 келвина, докато на короната е около 3 млн. келвина. Короната е 10−12 пъти по-малко плътна от фотосферата и произвежда около една милионна част от нейната видима светлина. Короната е отделена от фотосферата чрез относително плитката хромосфера. Точният механизъм, чрез който короната се затопля, все още е обект на дебати, като вероятностите включва индукция от слънчевото магнитно поле и магнитохидродинамични вълни, идващи отдолу. Външният ръб на слънчевата корона постоянно се избутва навън вследствие отворения магнитен поток, при което се генерира слънчев вятър.
Короната не винаги е равномерно разпределена по слънчевата повърхност. По време на спокойни периоди, короната като цяло е ограничена до екваториалните области, докато коронални дупки покриват полярните региони. През периоди на завишена слънчева активност, короната е равномерно разпределена из екваториалните и полярните региони, като е най-видима в области със слънчеви петна. Свързани със слънчевите петна са короналните примки, които излизат от слънчевата повърхност под въздействието на магнитен поток. Той избутва настрани горещата фотосфера, оголвайки плазмата отдолу и образувайки относително тъмни слънчеви петна.
След фотографирането с голяма резолюция в рентгеновия диапазон от спътника Skylab през 1973 г., а след това и от Yohkoh и други апарати, става ясно, че структурата на короната е много разнообразна и сложна – различни зони веднага са класифицирани на короналния диск.
Астрономите обикновено разграничават няколко региона: активни региони (включващи коронални примки, едромащабни структури, съединения на активни региони, нишкови кухини и ярки точки), коронални дупки и спокойно Слънце.
Материята във външната част на слънчевата атмосфера и под формата на плазма с много висока температура (няколко милиона келвина) и много ниска плътност (1015 частици на m3). Съставът е сходен с този във вътрешността на Слънцето, главно водород, но с много по-висока степен на йонизация в сравнение с фотосферата. По-тежките елементи, като например желязо, са частично йонизирани и са загубили повечето от външните си електрони. Йонизираното състояние на даден химичен елемент зависи строго от температурата и се подчинява на уравнението на Саха в долната атмосфера, но в тънката корона зависи и от равновесието на сблъсъците. В исторически план, наличието на спектрални линии, излъчвани от силно йонизирано желязо, е позволило да се определи високата температура на короналната плазма, разкривайки, че короната е много по-гореща от вътрешните слоеве на хромосферата.
Короната има поведението на газ, който е много горещ, но същевременно и много лек – налягането в короната обикновено е само 0,1 – 0,6 Pa в активните региони. Все пак, това не е обикновен газ, тъй като е съставен от заредени частици – протони и електрони, движещи се с различни скорости. Наличието на електрически заряди води до генерирането на електрически токове и магнитни полета. В тази плазма е възможно разпространяването и на магнитохидродинамични вълни, макар все още да не е ясно как те могат да бъдат предавани или генерирани в короната.
Короната излъчва радиация главно в рентгеновия диапазон, която може да се засече само от космоса. При излъчването настъпват различни процеси, дължащи се на вторични сблъсъци на плазмени частици, докато взаимодействията с фотоните, идващи отдолу, са много редки.
Тъй като излъчването се дължи на сблъсъци между йони и електрони, излъчваната енергия от единица обем за единица време, е пропорционална на броя на частиците на квадрат в единица обем или по-точно на произведението на електронната и протонната плътност.
Топлопроводимостта в короната се случва от външната гореща атмосфера към вътрешните по-хладни слоеве. Този процес на дифузия на топлината се дължи на електроните, които са много по-леки от йоните и се движат по-бързо от тях. Когато е присъства магнитно поле, топлопроводимостта на плазмата се увеличава по посока, успоредна на линиите на полето, вместо по перпендикулярна посока. Заредена частица, движеща се в перпендикулярна посока на линиите на магнитното поле, подлежи на силата на Лоренц, която е нормална към равнината, образувана от скоростта и магнитното поле. Тази сила променя пътя на частицата.
Ако сблъсъците между частиците са много чести, те се разсейват във всички посоки. Това се случва във фотосферата, където плазмата носи магнитно поле с движението си. В короната, от друга страна, средната свободна траектория на електроните и от порядъка на километри или повече, така че всеки електрон може да се движи в продължение на дълго време, преди да се разсее от сблъсък. Следователно, топлопредаването се засилва по дължина на линиите на магнитното поле и се потиска в перпендикулярна посока.
По надлъжна посока на магнитното поле, топлопроводимостта на короната е:
{\displaystyle k=20\left({\frac {2}{\pi }}\right)^{3/2}{\frac {\left(k_{B}T\right)^{5/2}k_{B}}{m_{e}^{1/2}e^{4}\ln \Lambda }}\approx 1.8~10^{-10}~{\frac {T^{5/2}}{\ln \Lambda }}~Wm^{-1}K^{-1}}
където {\displaystyle k_{B}} е константата на Болцман, {\displaystyle T} е температурата в келвини, {\displaystyle m_{e}} е масата на електрона, а {\displaystyle e} е електрическият заряд на електрона, {\displaystyle \ln \Lambda =\ln \left(12\pi n\lambda _{D}^{3}\right)} е логаритъмът на Кулон, а {\displaystyle \lambda _{D}={\sqrt {\frac {k_{B}T}{4\pi ne^{2}}}}} е радиусът на Дебай на плазмата с плътност на частиците {\displaystyle n}.
Логаритъмът на Кулон {\displaystyle \ln \Lambda } е грубо 20 в короната при средна температура 1 млн. келвина и плътност 1015 частици на m3.

## Звездни корони
Звездите с корона са често срещани в хладния край на диаграмата на Херцшпрунг-Ръсел. Въпросните корони могат да се засекат с рентгенов телескоп. Някои звездни корони, особено при млади звезди, са много по-светими в сравнение със слънчевата. Короните на някои звезди достигат светимост 1025 W и температура 40 млн. келвина.
Астрономически изследвания са показали, че звездите от спектрален клас F, G, K и M имат хромосфери и корони, наподобяващи тези на Слънцето.